# فرانك دونغا
فرانك دونغا (بالإنجليزية: Frank Donga)‏، هُو ممثل وكوميدي نيجيري. رُشح فرانك سنة 2015 للتنافس على نيل جائزة أفضل ممثل في كوميدي خلال حفل توزيع جوائز أفريقيا ماجيك للمشاهدين، لكنه لم يفُز بالجائزة.